# Рескупорид IV
Рескупорид IV (Тиберий Юлий Рескупорид IV; греч. Τιβέριος Ἰούλιος Ῥησκούπορις Δ; умер в 235) — царь Боспора в 233—235 годах.

## Биография
Происходил из династии Тибериев Юлиев. Сын царя Котиса III. Относительно нумерации Рескупорида существуют разногласия: некоторые исследователи не считают основателя династии — Аспурга первым, кто носил имя Рескупорид. Учитывая это Рескупорид имеет нумерацию «III». Другие ученые вовсе не вносят этого правителя в перечень властителей Боспора, поскольку он был только соправителем. В то же время есть мнение, что Рескупорид IV (III) являлся одним лицом с Рескупоридом V (IV), который царил в 240—270-х годах.
В 233 году после смерти старшего брата Савромата III стал новым соправителем Котиса III. Отвечал за азиатскую часть Боспора, которой угрожали племена аланов. Рескупорид IV известен в первую очередь монетами (статерами) с надписью «ΒΑΣΙΛΕΩΣ ΡΗΣΚΟΥΠΟΡΙΔΟΣ». Считается, что он умер в 235 году, непонятно, перед или после смерти отца, которая случилась примерно в том же году. Возможно, некоторое время правил после Котиса III, но был свергнут младшим братом Ининтимеем.